# Интазух
Интазух (лат. Intasuchus silvicola) — вымерший вид темноспондилов. Единственный представитель в семействе Intasuchidae (интазухиды) из надсемейства Archegosauroidea. Родич архегозавров, платиопозавров и мелозавров. Типовой и единственный вид рода Intasuchus, описанный Е. Д. Конжуковой в 1956 году из пермских (уфимский ярус) отложений Инты. Название дано в честь места обнаружения.

## Описание
Длина черепа до 20—25 см. Череп с относительно короткой мордой, треугольный, очень высокий сзади, спереди низкий. Ушные вырезки узкие, длинные. Развиты гребни и скульптура на черепе. Ноздри большие, широко расставленные, от ноздрей назад и от ушных вырезок вперед идут глубокие желобки. Между предчелюстными и носовыми костями — срединное отверстие, связанное с непарным передним нёбным отверстием. На нёбе — крупные клыки и мелкие нёбные зубы. Челюстные зубы мелкие, на уровне ноздрей расположены две пары более крупных зубов. Нижнечелюстные зубы мелкие, кроме передних трёх пар. Типовой ископаемый череп раздавлен давлением вышележащих слоев породы. Возраст Intasuchus не вполне ясен, Конжукова считала его раннепермским. Сейчас не исключается казанский («среднепермский») возраст этих отложений.

## Таксономия

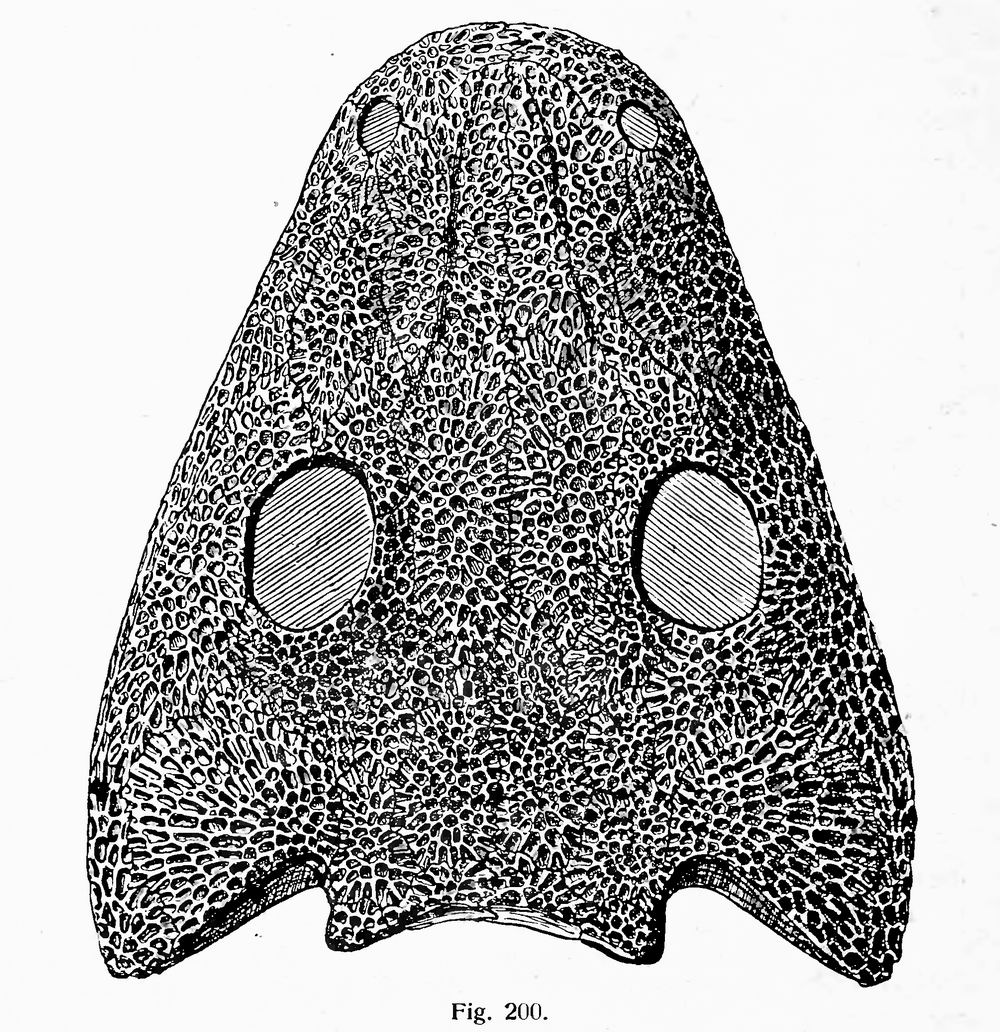
Череп Cheliderpeton vranyi

Intasuchus сходны с родом Sclerocephalus, иногда включаются в семейство Actinodontidae.
Syndyodosuchus, найденный вместе с Intasuchus, часто тоже включается в семейство Intasuchidae. Syndyodosuchus tetricus, описан Е. Д. Конжуковой в 1956 году. Syndyodosuchus — некрупное животное (с черепом около 20 см длиной), сходное с Intasuchus, иногда его относят к роду Sclerocephalus, родственному семейству западноевропейских темноспондилов. Череп с притуплённой мордой, скульптура резкая, мелкоячеистая. Крупные ноздри. Есть межноздревая яма (но не отверстие). Глазницы небольшие. Нёбо без мелких зубов.
Cheliderpeton, известный также как Chelydosaurus, может принадлежать к Intasuchidae. Этот темноспондил описан А. Фритчем в 1885 году из ранней перми (ассельская — сакмарская эпоха) Чехии. Типовой вид — C. vranyi. Животное очень сходно с Intasuchus и Syndyodosuchus. Длина до 120 см. Часто включается в семейство эриопид. Второй вид — C. latirostris — был описан ещё в 1845 году Г. Джорданом из ранней перми Германии.
И Intasuchus, и Cheliderpeton — водные хищники, хотя и без желобков боковой линии, с довольно мощными конечностями. Возможно, питались мелкими водными тетраподами.
Неописанные Intasuchidae известны из пермских отложений Китая.